# Кислица, Сергей Олегович
Сергей Олегович Кислица (укр. Сергій Олегович Кислиця; род. 15 августа 1969, Киев, УССР, СССР) — украинский дипломат, первый заместитель министра иностранных дел Украины с 12 февраля 2025 года. Постоянный представитель Украины при Организации Объединённых Наций (20 февраля 2020 — 21 декабря 2024).

## Биография
Окончил факультет международного права Института международных отношений Киевского государственного университета им. Тараса Шевченко.
В 1992 году начал работу в Министерстве иностранных дел Украины как стажёр отдела европейского регионального сотрудничества МИД, куда в 1993 году перешёл уже на штатную должность атташе и затем третьего секретаря.
В 2001—2003 годах — советник по политическим вопросам посольства Украины в США.
В 2003—2005 годах — советник-посланник посольства Украины в США.
В 2006 году возвращается в Украину в качестве заместителя директора второго территориального департамента МИД Украины (страны Америки и Западной Европы).
В 2006—2014 годах — директор Департамента международных организаций МИД Украины.
С 9 марта 2014 по 5 февраля 2020 года — заместитель министра иностранных дел Украины, параллельно с 13 января 2015 по 2017 год — представитель Украины в исполкоме ЮНЕСКО.
18 декабря 2019 года назначен постоянным представителем Украины при Организации Объединённых Наций. 20 февраля 2020 года Сергей Кислица вручил верительные грамоты генеральному секретарю ООН Антониу Гутеррешу. Согласно процедуре, с этого момента начались его полномочия в качестве постпреда Украины при ООН. 21 декабря 2024 года был уволен с должности постоянного представителя Украины при ООН.
С 17 июня 2021 по 21 декабря 2024 года — чрезвычайный и полномочный посол Украины в Республике Тринидад и Тобаго по совместительству.
С 17 июня 2021 по 21 декабря 2024 года — чрезвычайный и полномочный посол Украины в Содружестве Багамских Островов по совместительству.
С 12 февраля 2025 года — первый заместитель министра иностранных дел Украины.
Владеет украинским, русским, английским, испанским и французским языками.

## Награды
- Орден «За заслуги» II степени (20 июля 2025) — за весомый личный вклад в развитие межгосударственного сотрудничества, консолидацию международной поддержки суверенитета и территориальной целостности Украины, плодотворную дипломатическую деятельность и высокий профессионализм[15].
- Орден «За заслуги» III степени (18 декабря 2021) — за весомый личный вклад в укрепление международного сотрудничества Украины, многолетнюю плодотворную дипломатическую деятельность и высокий профессионализм[16].